# Bischofswerda
Bischofswerda è una città di 10 686 abitanti della Sassonia, in Germania.

Appartiene al circondario di Bautzen ed è capoluogo della Verwaltungsgemeinschaft Bischofswerda.
Bischofswerda si fregia del titolo di "Grande città circondariale" (Große Kreisstadt).

## Amministrazione

### Gemellaggi
Bischofswerda è gemellata con:
- Gryfów Śląski, dal 1980
- Geislingen an der Steige, dal 1990
- Eggenfelden, dal 1992
- Raspenava, dal 1999